# رودريغو خوان دياز
رودريغو خوان دياز (بالإسبانية: Rodrigo Ezequiel Díaz)‏ (28 أغسطس 1981 بمورينو في الأرجنتين - ) هو لاعب كرة قدم أرجنتيني في مركز الوسط. لعب مع أرجنتينوس جونيورز وإنديبندينتي ونادي أتليتيكو كولون ونادي تولوكا ونادي لانوس وهوراكان ونادي ألميرانته براون وIndependiente Rivadavia ‏ وديبورتيس إيكيكي.

## وصلات خارجية
- رودريغو خوان دياز على موقع قاعدة بيانات كرة القدم.إي يو (الإنجليزية)
- رودريغو خوان دياز على موقع Soccerway.com (الإنجليزية)
- رودريغو خوان دياز على موقع AS.com (الإسبانية)